# Jake Holmes

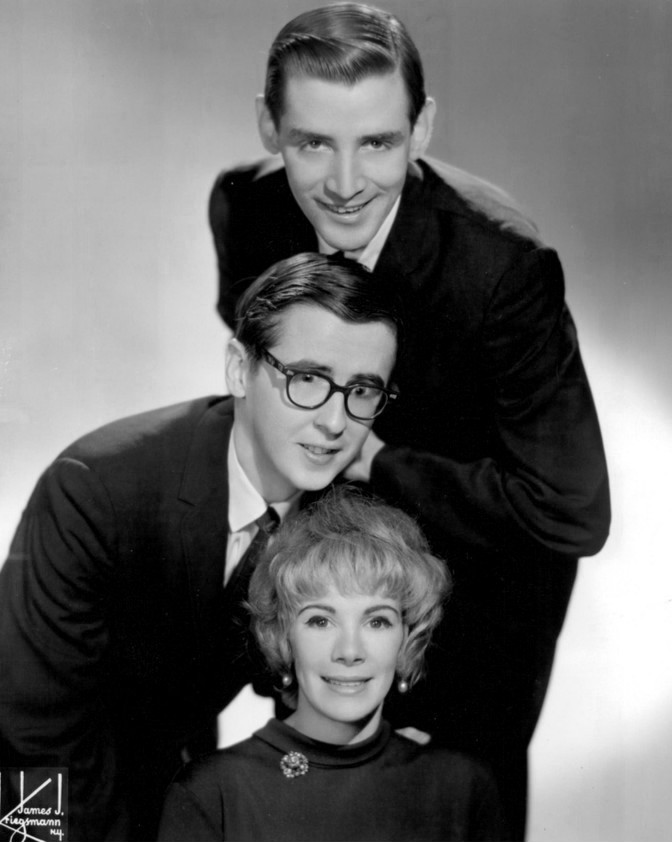
Jim Connell, Jake Holmes e Joan Rivers quando estes formavam o grupo "Jim, Jake & Joan"

Jake Holmes (São Francisco, 28 de dezembro de 1939) é um cantor, compositor e escritor de jingles estadunidense. Holmes é mais conhecido como o autor original da canção "Dazed and Confused", mais tarde popularizada pela banda britânica Led Zeppelin, e por compor o jingle de recrutamento do Exército dos Estados Unidos, "Be All That You Can Be", no final de 1970.

## Discografia
- "The Above Ground Sound" of Jake Holmes (Tower, 1967)
- A Letter to Katherine December (Tower, 1968)
- Jake Holmes (Polydor Records, 1969)
- So Close, So Very Far to Go (Polydor, 1970)
- How Much Time (Columbia, 1971)
- Mission Accomplished - The Return of the Protest Song (EP com três canções sobre George W. Bush)
- Dangerous Times (2000)